# Jean Rosenthal (éclairagiste)
Jean Rosenthal, née Eugenia Rosenthal le 16 mars 1912 et morte le 1er mai 1969 est une éclairagiste américaine, considérée comme une pionnière dans le domaine de la conception d'éclairages pour le théâtre.
Rencontrant pendant ses études Martha Graham avec laquelle elle travaille durant toute sa vie, elle commence sa carrière professionnelle en 1935, et participe à la production de plus de deux cents spectacles, principalement des ballets et des comédies musicales. Elle est à l'origine de plusieurs innovations passées dans le « langage courant » de l'éclairagisme, et est particulièrement célèbre pour l'élimination des ombres provoquées par l'éclairage.
Elle meurt en 1969 d'un cancer, son livre The Magic of Light étant publié trois ans plus tard.

## Biographie

### Formation
Jean Rosenthal naît en 1912 au sein d'une famille d'immigrés roumains juifs installées aux États-Unis dans les années 1880. Elle est la seule fille de Morris Rosenthal, un docteur, et Pauline Scharfman, une psychiatre, qui ont également deux fils. Suivant les convictions progressistes de sa mère en matière d'éducation, Jean et ses frères fréquentent l'Ethical Culture Fieldston School (en)de New York, puis l'école expérimentale Manumit (en) à Pawling, dans l'État de New York. Elle est diplômée à en 1928 du Friends Seminary (en) à Manhattan.
L'année suivante, elle rencontre Martha Graham à la Neighborhood Playhouse School of the Theatre. Elle devient son assistante technique ce qui l'amènera à collaborer toute sa vie avec elle pour 36 productions. Jean Rosenthal étudie ensuite la conception d'éclairages à la Yale School of Drama (en) de 1931 à 1934 avec Stanley McCandless (en), considéré comme le fondateur de l'éclairagisme moderne.

### Carrière
De retour  à New York, elle rejoint le Projet fédéral du Théatre (en) lors de sa création en 1935, où elle rencontre Orson Welles et John Houseman. Elle les suit au Mercury Theatre (en) en 1937 où elle est membre du conseil d'administration et responsable de la production et de l'éclairage.
Une des rares femmes dans son métier, elle est fréquemment confrontée au sexisme et doit imposer sa présence au début de sa carrière, y compris auprès des équipes techniques. Durant sa vie, elle conçoit les éclairages de plus de deux cents productions dont de nombreux spectacles de Broadway, les danses de Martha Graham, le New York City Ballet et le Metropolitan Opera. À Broadway, elle travaille pour des comédies musicales telles que West Side Story (1957), La Mélodie du Bonheur (1959), Take Me Along (en) (1959), Le Forum en folie  (1962), Un Violon sur le toit (1964), Hello, Dolly ! (1964), Cabaret (1966) et The Happy Time (en)(1968). Certaines productions sont reportées pour s'assurer de sa participation.
Elle intervient également comme conseil pour le Tyrone Guthrie Theatre de Minneapolis, l'American Shakespeare Festival à Stratford, et les théâtres de la Juilliard School, du Los Angeles Music Center, de l'Université Butler, et de l'Université de l'Indiana à  Bloomington.

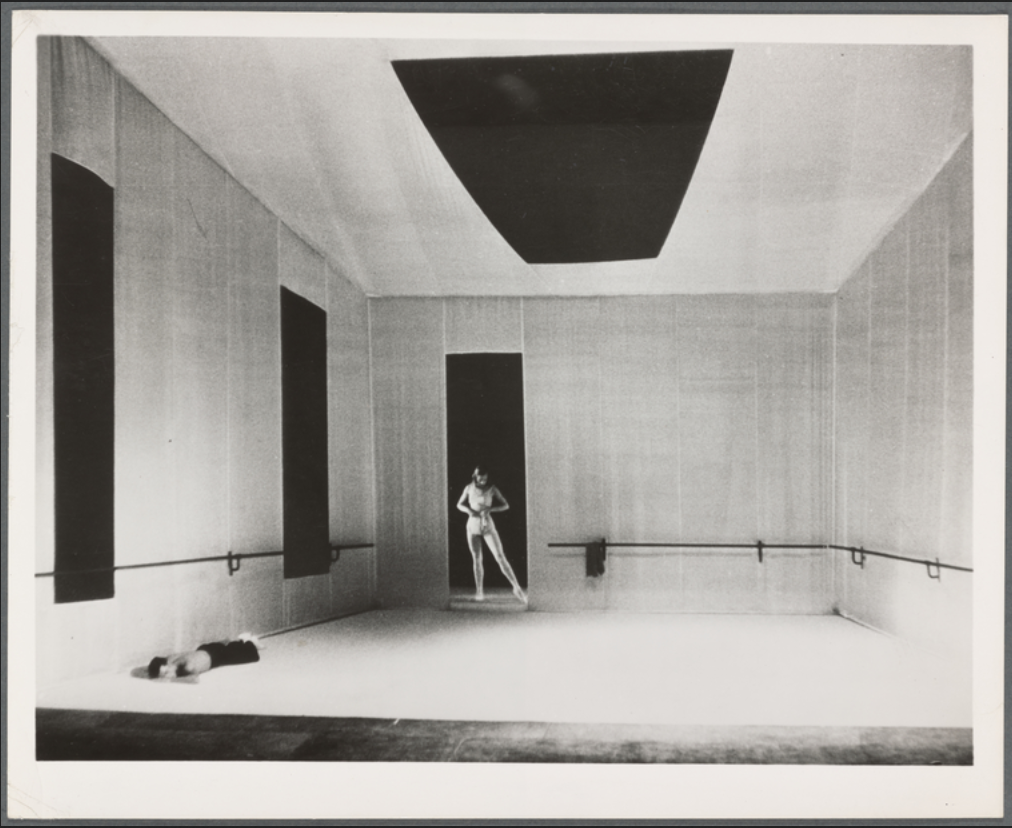
Décors conçus pour Afternoon of a Faun (1953).

Jean Rosenthal est aussi créatrice des décors de plusieurs ballets du New York City Ballet, comme par exemple Afternoon of a Faun pour lequel elle a l'idée de murs faits de soie blanche.

### Apports à l'éclairagisme
Au début du XXe siècle, le poste d'éclairagiste n'existe pas :  le scénographe ou l'électricien s'occupe de l'éclairage d'une production artistique. Jean Rosenthal contribue à faire de l'éclairagiste un membre à part entière de l'équipe de conception d'un spectacle. Elle déclare ainsi  que l'éclairage est  un « métier en soi ».
Outre des innovations particulières en matière d'éclairage, elle crée une atmosphère propre à chaque production, ce qui en fait une éclairagiste très demandée à Broadway. Elle déclare également vivre comme un échec le fait que le public remarque l'éclairage.
Parmi ses principaux apports à la conception de l'éclairage, on compte l'élimination des ombres grâce à l'utilisation de projecteurs depuis les coulisses et le contrôle des angles et de la masse d'éclairage pour créer des contrastes sans ombres. Certains des éclairages caractéristiques qu'elle a réalisés pour George Balanchine et le puits de lumière diagonal qu'elle a créé pour Graham (qu'elle appelait affectueusement « le doigt de Dieu de Martha ») sont aujourd'hui si largement utilisés par les compagnies de danse de tous les styles qu'ils sont devenus des standards du répertoire d'éclairage.

### The Magic of Light
Jean Rosenthal meurt d'un cancer en 1969. Son livre, The Magic of Light: The Craft and Career of Jean Rosenthal, Pioneer in Lighting for the Modern Stage est publié à titre posthume en 1972. Ce projet de longue date entre Jean Rosenthal et la journaliste Lael Wertenbaker est achevé par cette dernière à partir de séances d'enregistrement audio. Le livre commence par une autobiographie, puis détaille l'histoire de l'éclairage et les méthodes d'éclairage des pièces de théâtre, des comédies musicales, des opéras et de la maison. Il présente ensuite l'équipement d'éclairage théâtral utilisé à l'époque de sa publication. The Magic of Light se termine par des exemples de travaux techniques de Rosenthal (tracés lumineux, branchements et diagrammes de mise au point) et par une liste de ses réalisations dans le domaine de l'éclairage.

### Publication
(en) Jean Rosenthal et Lael Wertenbaker, The Magic of Light: The Craft and Career of Jean Rosenthal, Pioneer in Lighting for the Modern Stage, Little Brown & Co, 1972, 270 p. (ISBN 978-0-316-93120-5)